# Myriam Harry
Myriam Harry (geboren als Maria Rosette Shapira am 21. Februar 1869 in Jerusalem, Osmanisches Reich; gestorben am 10. März 1958 in Neuilly-sur-Seine) war eine französische Schriftstellerin.

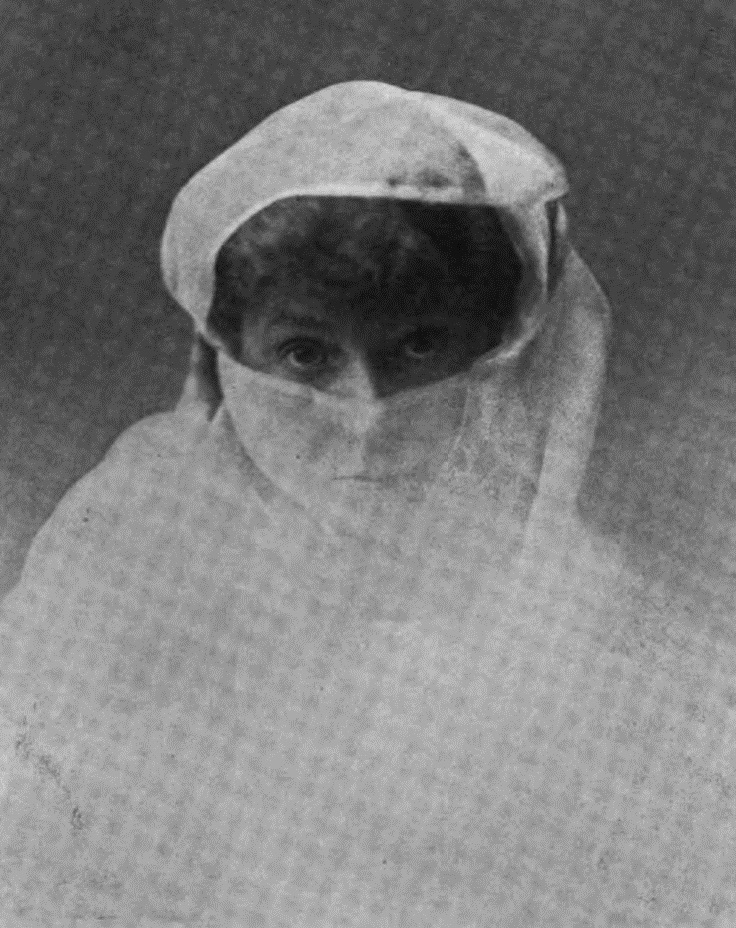
Myriam Harry (vor 1913)

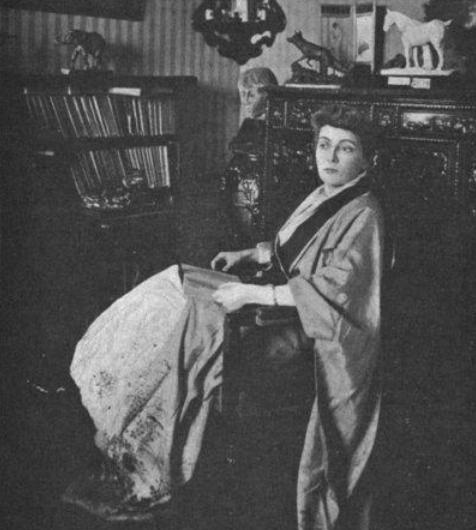
Myriam Harry (1904)

## Leben
Maria Rosette Shapira war eine von zwei Töchtern des Antiquitätenhändlers Moses Wilhelm Shapira und seiner Ehefrau, Anna Magdalena Rosette Jöckel, einer evangelischen Diakonisse. Sie wurde in Jerusalem geboren, wohin ihr Vater aus der Ukraine ausgewandert war. Nach seinem Suizid im Jahr 1884 zog Marias Mutter mit den beiden Töchtern nach Berlin. Dort besuchte Maria eine Mädchenoberschule.
Als junge Frau ging Maria Shapira nach Paris, wo sie 1898 journalistisch für die von Marguerite Durand gegründete feministische Zeitung La Fronde tätig wurde und das Pseudonym Myriam Harry annahm. Im Jahr 1904 heiratete sie den Bildhauer Émile Perrault-Harry (1878–1938), Sohn des Malers Léon Bazile Perrault, auf den der Nachname in ihrem Pseudonym zurückging. (Später adoptierte das Paar ein syrisches Kind, eine Erfahrung, die Harry in ihrem 1928 erschienenen Roman Le Petit Prince de Syrie verarbeitete.)
Die erste Artikelsammlung der Autorin wurde 1899 unter dem Titel Passage de Bédouins gedruckt. Die nächsten Jahre hielt sie sich in Indochina auf, und 1902 erschienen ihre Novellen La Pagode de l'île flottante in der Zeitung Le Journal. Ebenfalls 1902 erschien ihr erster Roman Petites Épouses. Sie war einige Zeit die Geliebte des niederländisch-französischen Schriftstellers Joris-Karl Huysmans.
Das Lebensdrama ihres Vaters beschrieb sie 1904 in dem Roman La Conquête de Jérusalem, für den sie 1905 den in diesem Jahr erstmals vergebenen Prix Femina, seinerzeit noch unter seinem ursprünglichen Namen Prix La Vie heureuse, aus der Hand Jane Dieulafoys erhielt. Der Preis war extra für sie ausgelobt worden, nachdem sie von der ausschließlich männlich besetzten zehnköpfigen Jury des Prix Goncourt mit der Begründung, dass sie eine Frau sein, zurückgewiesen worden war. Später war sie viele Jahre selbst Mitglied der Jury des Prix Femina.
Harry reiste 1906 im Auftrag der Zeitung Le Temps zu einem Gerichtsprozess nach Sousse in Französisch-Nordafrika, der die Affäre von Thala-Kasserine verhandelte, bei dem drei europäische Kolonisten von Einheimischen gemeuchelt und weitere entführt und misshandelt worden waren. Harry berichtete darüber Anfang 1907 in einer Reportage, die bei französischen und italienischen Siedlern in Tunesien wütenden Protest auslöste, da sie die gegnerische Partei überhaupt zu Wort kommen ließ. In Tunesien begegnete Harry der Schriftstellerin Lucie Delarue-Mardrus, mit der sie bis zu deren Lebensende 1945 befreundet war und für die sie postum eine Würdigung verfasste.
Um 1911 wurde Harry Sekretärin des Schriftstellers und Literaturkritikers Jules Lemaître, der ihre literarischen Ambitionen förderte.
Harry schrieb Reiseberichte von ihren Reisen nach Tunesien, Ägypten, in die Levante, nach Madagaskar (1935), Persien, Indochina und Palästina.
Im Jahr 1934 wurde Harry zum Ritter der Légion d’honneur ernannt.
Während der deutschen Besetzung Frankreichs im Zweiten Weltkrieg führten die deutschen Besatzer sie als sogenannte Nicht-Arierin auf der „Liste Otto“, woraufhin Verlage und Buchhändler einige ihrer Titel aus dem Sortiment nehmen mussten. Gleichwohl brachte sie in dieser Zeit noch Neuerscheinungen heraus.
Im Jahr 1954 feierte sie mit den Organisatoren des Prix Femina dessen fünfzigjähriges Bestehen.

## Schriften (Auswahl)
- Passage de Bédouins, Calmann Lévy, Paris 1899
- Petites Épouses. Roman. Calmann Lévy, Paris 1902
- La Conquête de Jérusalem, Calmann Lévy, Paris 1903
- L'Ile de Volupté. Roman. A. Fayard, Paris 1908
- Madame Petit-Jardin, A. Fayard, Paris 1909
- Tunis la blanche, A. Fayard, Paris 1910
- La divine Chanson, A. Fayard, Paris 1912
- L'Indo-Chine, les Arts graphiques, Vincennes 1912
- La Petite Fille de Jérusalem. Vorwort Jules Lemaître. A. Fayard, Paris 1914
  - Das kleine Mädchen von Jerusalem : Roman eines Kindes. Übersetzung Z. Holm. Welt-Verlag, Berlin 1928
- La Pagode d’Amour, La Renaissance du livre, Paris 1917
- Siona chez les Barbares. A. Fayard, Paris 1918 (später als Siona à Berlin)
- Siona à Paris, A. Fayard, Paris 1919
- Le tendre Cantique de Siona, A. Fayard, Paris 1922
- Les Amants de Sion, A. Fayard, Paris 1923
- La Vallée des Rois et des Reines : au pays de Toutankhamon, A. Fayard, Paris 1925
- La Vie amoureuse de Cléopâtre, Flammarion, Paris 1926
- Le Mannequin d'Amour, Flammarion, Paris 1927
- Le Visage de la France. L'Afrique du Nord. Algérie. Tunisie. Maroc. Aux Horizons de France, Paris 1927
- Le premier Baiser. Roman. A. Fayard, Paris 1927
- La Pagode de l'Île flottante, Portiques, Paris
- La Nuit de Jérusalem, lithographies de Drouart, Flammarion, Paris 1928
  - Die Eroberung von Jerusalem. Autorisierte Übersetzung Alfred Peuker. Reißner, Dresden 1928
- Le Petit Prince de Syrie. Roman. Editions de L'Illustration, Paris 1928
- Terre d'Adonis. Au pays des Maronites et des Druses, Flammarion, Paris 1930
- La Jérusalem retrouvée, Flammarion, Paris 1930
- Amina, ma Colombe. Roman. Flammarion, Paris 1931
- La Tunisie enchantée, Flammarion, Paris 1931
- Trois Ombres. J. K. Huysmans. Jules Lemaître. Anatole France, Flammarion, Paris 1932
- Les derniers Harems, Flammarion, Paris 1933
- Cléopâtre, Flammarion, Paris 1934
- Les Adorateurs de Satan, Flammarion, Paris 1937
- Ranavalo et son amant blanc, histoire à peine romancée, Flammarion, Paris 1939
- D'autres Îles de volupté. Illustrationen Engelbach. J. Ferenczi, Paris 1940
- Femmes de Perse, Jardins d'Iran, Flammarion, Paris 1941
- Irak, Flammarion, Paris 1941
- La Princesse Turquoise. Roman. Flammarion, Paris 1942
- Routes malgaches, le Sud de Madagascar, Plon, Paris 1943
- Micador, Flammarion, Paris 1944
- La Vie de Jules Lemaître. Biografie. Flammarion, Paris 1946
- Mon Amie Lucie Delarue-Mardrus, Ariane, Paris 1946
- Djelaleddine Roumi, Poète et Danseur mystique. Biografie. Flammarion, Paris 1947
- Sous le Signe du Taureau, le Sud de Madagascar, A. de Chabassol, Paris 1947
- La Pagode du Baiser, Boursiac, Paris 1947
- Damas, Jardin de l'Islam, J. Ferenczi, Paris 1948
- Radame, premier Roi de Madagascar, Ferenczi, Paris 1949